# Tookoolito
Tookoolito (Inuktitut: Taqulittuq) (c. 1838 - 31 de diciembre de 1876) conocida como "Hannah" entre los balleneros de Cumberland Sound, fue una mujer inuk que trabajó como intérprete y guía para Charles Francis Hall, un explorador estadounidense del Ártico implicado en la búsqueda de la Expedición perdida de Franklin y en otras expediciones durante las décadas de 1860 y 1870. Su marido, Joseph Ebierbing (Inuktitut: Ipiirviq), conocido como "Joe", trabajó junto a ella como guía y cazador, y ambos acompañaron a Hall en la Expedición Polaris organizada por el gobierno de los Estados Unidos.

## Biografía
Los primeros europeos que Tookoolito conoció, fueron los balleneros que cazaban en el área de Cumberland Sound, en 1853; un capitán ballenero llamado Bowlby Thomas la llevó, junto con su marido Ebierbing y un joven que no era familiar suyo llamado Harlookjoe, a Inglaterra. Los tres inuit fueron exhibidos en diversos lugares por todo el norte del país, y después les llevaron a Londres, donde fueron recibidos por la reina Victoria en el Castillo de Windsor. A diferencia de otros, mucho menos escrupulosos, Bowlby hizo que regresaran al Ártico, donde, unos siete años más tarde, el explorador Charles Francis Hall se encontró con "Hannah" y "Joe" (como era conocido Ebierbing) y la contrató para trabajar con él como traductora y guía.
Ella y Joe regresaron con Hall en el otoño de 1862, y aparecieron junto a él en las conferencias que dio por los Estados Unidos. Más tarde ese año, Hall lo organizó para que fuesen exhibidos en el Museo Americano de Barnum en Nueva York, donde acudió una enorme multitud, en la publicidad se decía "... indios esquimales de las regiones árticas ... los únicos habitantes de esas regiones congeladas que han sido traídos a los Estados Unidos". No mucho después, Hall organizó una segunda exhibición en el Boston Aquarial Gardens, pero al ver que no le pagaban, se retiraron al considerar que no merecía la pena arriesgar así la salud de Hannah y de Joe. Sin embargo, lo acompañaron en su gira de conferencias por la Costa Este durante los primeros meses de 1863, y muy probablemente como resultado de ello, el joven hijo Tookoolito "Mariposa" enfermó y murió. Inconsolable, Tookoolito intentó suicidarse, pero al final se recuperó y viajó al Ártico en su segunda expedición terrestre junto con Hall y Ebierbing durante los años 1864 a 1869. Durante esta expedición, Tookoolito dio a luz un hijo al que llamaron "King William" y que murió en la infancia; ella y Joe adoptaron una niña inuit de dos años a la que llamaron Panik, que en inuktitut significa "hija".

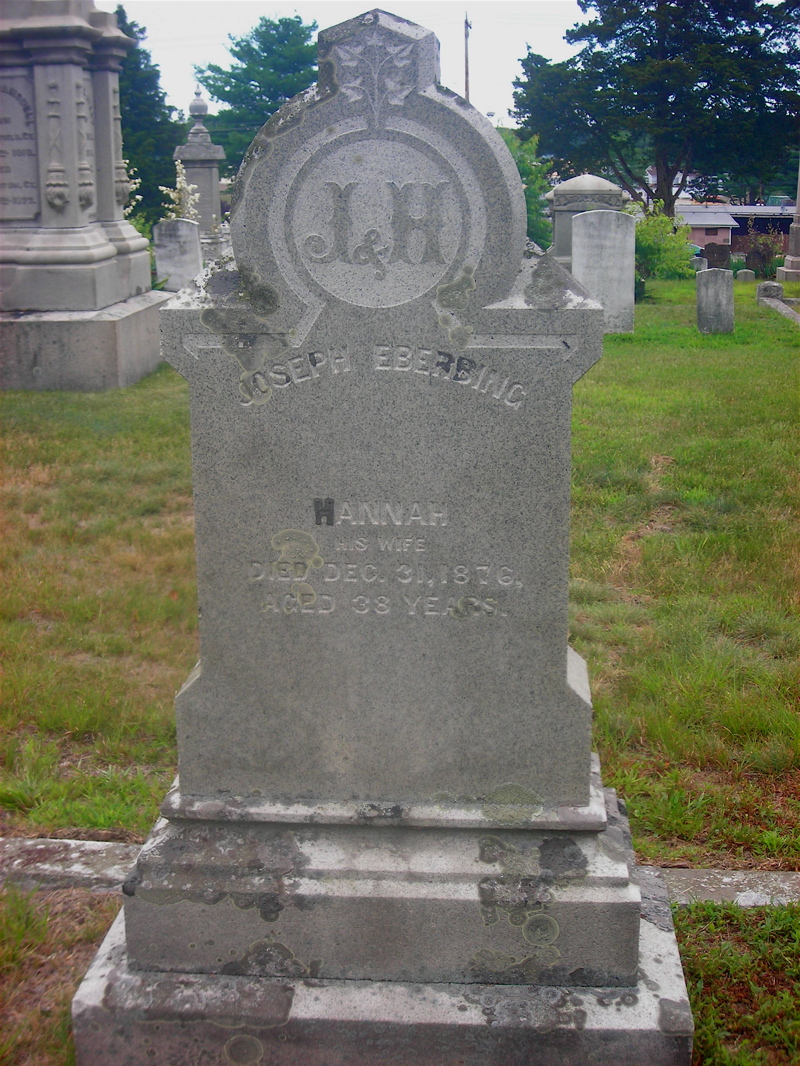
Tumba de Tookoolito en Groton (fotografía de 2008).

Ella y Joe acompañaron a Hall en su última travesía, la expedición Polaris (1871-1873. Junto con su hija Panik y el cazador inuit de Groenlandia Hans Hendrik. Durante la expedición, y tras la muerte de Hall, el barco quedó atrapado en el hielo con riesgo de ser aplastado, por ello un grupo se bajó al hielo, pero el témpano en el que estaban se separó y quedó a la deriva alejándose del buque. Este grupo corrió una notable odisea sobre los hielos flotantes a la deriva durante seis meses, y se pudieron alimentar gracias a las actividades de caza y pesca que realizaron Joe y Hans hasta que fueron rescatados por un barco dedicado a la caza de focas en abril de 1873. Durante la investigación de la muerte de Hall, tanto Tookoolito como Ebierbing declararon corroborando la creencia de que había sido envenenado, pero a falta de pruebas no se pudo dictaminar nada. Regresaron a Groton, Connecticut, al hogar que el cazador de ballenas, capitán Sidney O. Budington, les había ayudado a establecer. Joe regresó al Ártico varias veces para trabajar como guía, mientras que Tookoolito se quedaba en casa al cuidado de Panik y trabajando como costurera. Panik, cuya salud nunca había sido buena desde la experiencia de la deriva sobre el témpano, murió a la edad de nueve años, esto afectó mucho a la salud de Hannah. Joe estaba con ella cuando murió el 31 de diciembre de 1876.
Como homenaje se le dio su nombre a la ensenada Tookoolito, ubicada en las coordenadas 63°5′N 64°45′O / 63.083, -64.750, al oeste de la bahía Cornelius Grinnell en Nunavut.